# جام ملت‌های اقیانوسیه ۱۹۹۸
جام ملت‌های اقیانوسیه ۱۹۹۸ چهارمین دوره از مسابقات جام ملت‌های اقیانوسیه بود که توسط کنفدراسیون فوتبال اقیانوسیه برگزار شد. در پایان مسابقات تیم ملی فوتبال نیوزیلند برای دومین بار به مقام قهرمانی رسید.